# Колумбия (Теннесси)
Колумбия (англ. Columbia) — город в центре штата Теннесси, США. Административный центр и крупнейший город в округе Мори. В 2019 году в городе проживало 40 335 человек (19-й по количеству жителей город штата).

## История
Через год после организации округа Мори в 1807 году, был заложен город Колумбия. Первоначально город на южном берегу реки Дак состоял всего из четырёх кварталов, большинство участков которого было распродано. В 1817 году город был инкорпорирован. В течение десятилетий город процветал за счёт работы фермеров и рабов которые культивировали табак и коноплю, разводили скот, породистых скаковых лошадей.
В период реконструкции в Теннесси были приняты законы, лишающие афроамериканцев многих прав. Это отрицательно влияло на расовые отношения вплоть до середины XX века. В течение десятилетий, вплоть до Второй мировой войны, происходили случаи насилия на расовой почве. В 1924 году чернокожий был застрелен в здании суда братом его предполагаемой жертвы. В 1927 и 1933 годах молодые чернокожие люди были линчёваны в округе Мори по подозрению в нападении на белых женщин. В 1933 году девятнадцатилетний Корди Чик (Cordie Cheek) был ложно обвинён в изнасиловании белой девочки, его похитили белые (среди которых были должностные лица), кастрировали и линчевали.
В период Второй мировой войны, с целью поддержки армии, в Колумбии была расширена добыча фосфатов, развилась химическая промышленность. По переписи 1940 года в городе было 10579 жителей, из которых более 3 тысяч было афроамериканцами. Химические заводы после окончания войны стали местом возникновения трений между чёрными и белыми. Чернокожие ветераны войны не хотели вновь становится людьми второго сорта по окончании войны. Эти столкновения стали началом активной компании за гражданские права в 1950-е и 1960-е годы.

## География
Город расположен на берегах реки Дак.
Согласно данным Бюро переписи населения США город имеет общую площадь 77 км², из которых почти всё — поверхность земли и всего лишь 0,03 % воды.
Через город проходит Interstate 65.

## Демография
По данным переписи 2010 года население Колумбии составляло 34 681 человека (из них 46,8 % мужчин и 53,2 % женщин), 14 012 домашних хозяйств и 9010 семей. Расовый состав: белые — 72,1 %, афроамериканцы — 20,8 %, коренные американцы — 0,3 % и представители двух и более рас — 2,4 %.
Из 14 012 домашних хозяйств 40,5 % представляли собой совместно проживающие супружеские пары (15,3 % с детьми младше 18 лет), в 18,8 % семей женщины проживали без мужей, в 5,1 % семей мужчины проживали без жён, 35,7 % не имели семьи. В среднем домашнее хозяйство ведут 2,41 человек, а средний размер семьи — 2,98 человека.
Население города по возрастному диапазону по данным переписи 2010 года распределилось следующим образом: 24,7 % — жители младше 18 лет, 4,1 % — между 18 и 21 годами, 56,9 % — от 21 до 65 лет и 14,3 % — в возрасте 65 лет и старше. Средний возраст населения — 36,0 года.
В 2014 году медианный доход на семью оценивался в 78 365 $, на домашнее хозяйство — в 74 817 $. Доход на душу населения — 33 649 $.
Динамика численности населения:
|  |

## Факты
- Колумбия является самопровозглашённой «столицей мулов» и ежегодно в апреле празднует день мула[англ.].
- В Колумбии находится штаб-квартира организации Сыновья ветеранов конфедерации[англ.]